# Melbourne Institute Business and Technology
Melbourne Institute Business and Technology
MIBT

| 設立年        | 1996年                                 |
| 本部所在地    | オーストラリア ビクトリア州 メルボルン |
| キャンパス    | Burwood, Geelong, Indonesia            |
| ウェブ サイト | http://www.mibt.vic.edu.au/            |

Melbourne Institute Business and Technology、 MIBT は、オーストラリア・ビクトリア州、メルボルン、ジーロングにキャンパスがある。高等教育を目指すオーストラリア人の学生や留学生を対象としたディーキン大学の附属校。ディーキン大学への進路を望む学生への学校でもある。

メルボルンの近郊のen:バーウッド、ジーロング　及びジャカルタにキャンパスをもつ。

## 概要
1996年9月にメルボルン、トゥーラックキャンパスにて設立された。
コースはディーキン大学との提携によって行われ、教育訓練部（Department of Education and Training）の高等教育局（the Office of Higher Education）に認可されている。ディプロマコースを好成績で修了し、大学進学基準を満たしている学生は、ディーキン大学での既得単位として認められ、ディーキン大学の学士号に値する2年次に進学できる。
オーストラリア全土とイギリスにキャンパスを持つIBTグループにも所属している。

## コース
- CertificateⅣ
  - 高等学校２年生を修了された方を対象。
  - 高等学校卒業や大学進学準備(foundation)レベルに到達できる構成１となる。
  - コース終了後は、Diplomaコース、DEAKIN大学１年次入学が可能。
    - Business　ビジネス
    - Information Technology　IT（インフォメーション・テクノロジー）
    - Mass Communication　マスコミュニケーション

- Diploma
  - 高等学校を卒業を対象。
  - DEAKIN大学の１年次課程に相当。
  - 日本の短大課程に相当する。
  - DEAKIN大学と提携しており、DEAKIN 大学１年次と同じ科目で構成。
  - コース終了後、大学が定める成績基準を満たすことができればDEAKIN大学の２年次への入学が許可。
    - Diploma of Commerce （商学ディプロマ）
    - Diploma of Computing （コンピュータ学ディプロマ）
    - Diploma of Health Sciences （健康学ディプロマ）
    - Diploma of Media and Communication （メディア＆コミュニケーション学ディプロマ）
    - Diploma of Engineering （工学ディプロマ）
    - Diploma of Management （経営ディプロマ）
    - Diploma of Science （科学ディプロマ）